# Apocalypse de Trinity College
L'Apocalypse dite du Trinity College est un manuscrit de l'Apocalypse de Jean enluminé, daté du milieu du XIIIe siècle, conservé à la bibliothèque de Trinity College (R.16.2). Le manuscrit contient 75 miniatures. 

## Historique
La main de quatre artistes différents sont distingués dans les miniatures du manuscrit. Les deux premiers artistes ont un style plutôt proche de l'ancien style roman encore en cours à cette époque en Angleterre, ce qui donnerait une datation entre 1250 et 1255. Les troisième et quatrième artistes sont plus influencés par le nouveau style gothique venu de France et arrivé sur l'île au milieu du XIIIe siècle ce qui daterait leur intervention entre 1255 et 1260. 
Cependant, d'autres indices permettent de resserrer la datation. Les miniatures du manuscrit révèlent une influence des manuscrits du beatus espagnols. Cette influence pourrait s'expliquer par la présence d'aristocrates anglais au contact avec les régions où des manuscrits du beatus sont présents et ceux-ci pourraitent avoir rapporté des copies aujourd'hui perdues de ces ouvrages. Ainsi, Simon V de Montfort est gouverneur de Gascogne entre 1248 et 1252, alors que le beatus de Saint-Sever est présent dans la région. Par ailleurs, en 1254, le prince Édouard d'Angleterre se marie avec Éléonore de Castille au monastère de Las Huelgas à Burgos, dans lequel est conservé un autre manuscrit du beatus. Ces événements retarderait la réalisation de l'apocalypse à 1255. Un autre élément lié au texte donnerait une datation finale au manuscrit. Les gloses montrent une certaine influence de la pensée de Gérard de Borgo San Donnino, un moine franciscain dont les thèses sont condamnées par le ministre général de son ordre, saint Bonaventure en 1257. Les gloses sont sans doute antérieures à cette condamnation.
Toujours d'après des éléments stylistiques, le manuscrit pourrait provenir d'un atelier situé à Salisbury ou à Londres, mais rien ne permet de préciser plus son lieu de production. 
La reliure du manuscrit date sans doute entre les années 1530 et 1560, et a été exécuté sans doute dans un atelier proche de la cour de Marie Tudor. Le manuscrit est donné par Anne Sadleir, fille aîné de l'homme de loi Edward Coke, au Trinity College en 1649.

## Description

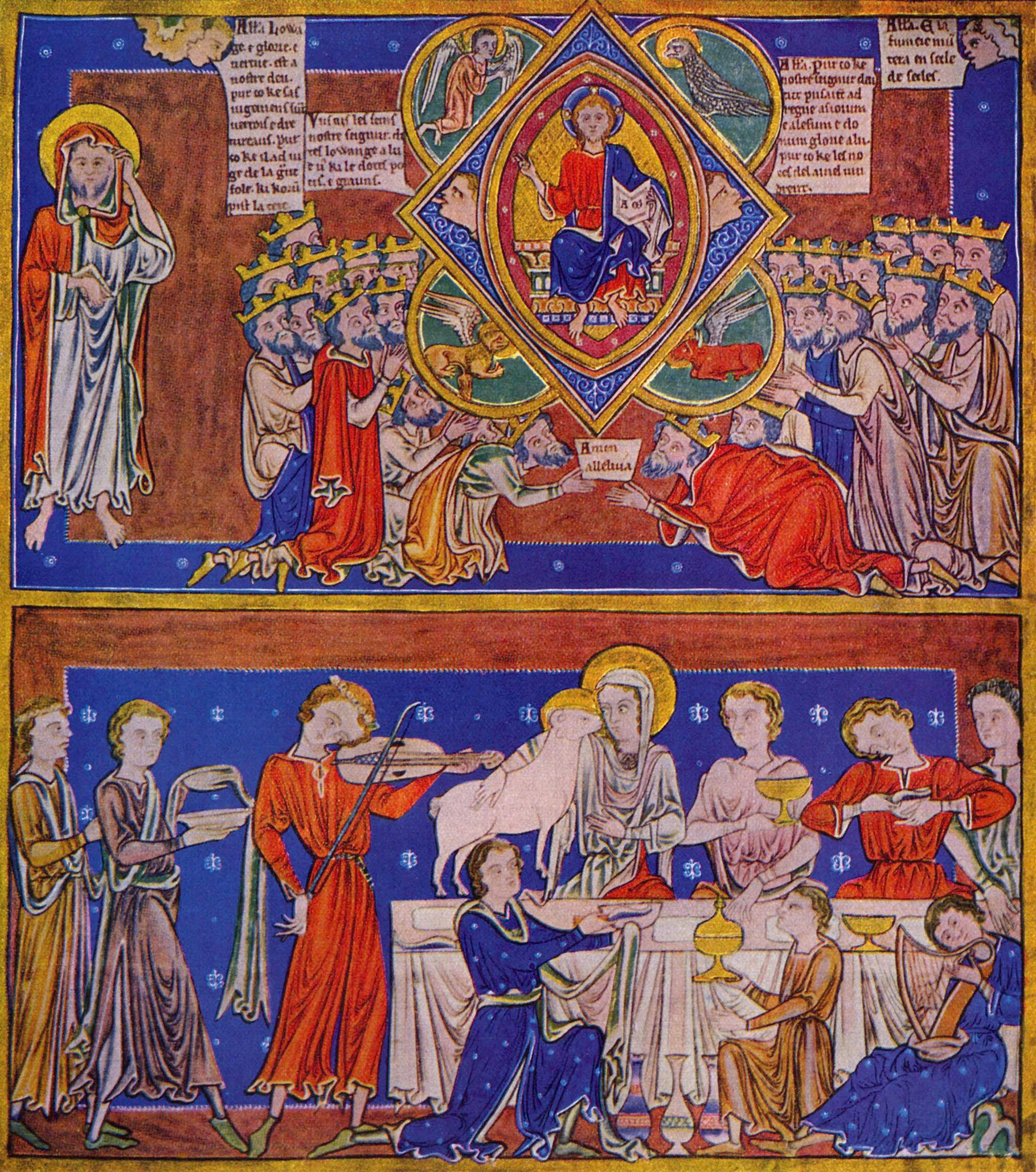
Les vieillards adorant le Christ et le repas de mariage de l'agneau.

Le manuscrit est de très grande taille, beaucoup plus grande que les autres manuscrits de l'Apocalypse de cette époque. Il contient non seulement le texte de l'Apocalypse de Jean en français, mais aussi des gloses commentant le texte inspirées du commentaire de Bérengaud. Il contient par ailleurs 75 miniatures encadrées qui constituent 97 scènes distinctes. Celles-ci représentent à la fois la vie de saint Jean jusqu'à son arrivée à Patmos, puis les visions de l'évangéliste sur l'île.